# 里察·L·漢納
里察·L·漢納（Richard L. Hanna；1951年1月25日—2020年3月15日）是美國的一位政治人物。自2011年開始，他是紐約州第22選舉區選出的美國眾議院議員。他的黨籍是共和黨。他是一位黎巴嫩裔美國人。